# Kurgan (gomila)
Kurgan je vrsta grobne gomile, nasute nad grobom običajno ene same osebe, pokopane skupaj z nagrobnimi posodami, orožjem in konji. Kurgani so se začeli graditi najprej v pontsko-kaspijski stepi in se v 3. tisočletju pr. n. št. razširili v večji del Srednje Azije ter vzhodne, jugovzhodne, zahodne in severne Evrope.
Najzgodnejši so kurgani iz 4. tisočletje pr. n. št., odkriti na Kavkazu. Nekateri raziskovalci jih povezujejo z Indoevropejci. Kurgani so se gradili v neolitiku, bronasti in železni dobi, antiki in celo v srednjem veku. V skladu s starimi običaji se še vedno gradijo v južni Sibiriji in Srednji Aziji. 

## Etimologija
Po Etimološkem slovarju ukrajinskega jezika je beseda kurgan izposojena neposredno iz kipčaškega jezika, ki spada med turške jezike in pomeni trdnjava, nasip ali visok grob.

## Izvor in širjenje
Prvi kurgani naj bi se pojavili v vzhodni Evropi v 5. tisočletju pr. n. št.,  vendar ta hipoteza nima soglasne podpore.  Kurgane so začeli graditi v ukrajinskih in ruskih stepah, od koder so se v 3. tisočletju pr. n. št. s preseljevanjem razširili v  južno, srednjo in severno Evropo.  Kasneje so kurgani postali značilni za ljudstva bronaste dobe v Ukrajini, Belorusiji, Bolgariji (Tračani, Geti in drugi) in Romuniji (Geti, Dačani), na Kavkazu in na vzhodu do Kazahstana, Mongolije in gorovja Altaj.  

## Kurganska hipoteza
Kurganska hipoteza pravi, da so bili Protoindoevropejci nosilci kurganske kulture Črnega morja in Kavkaza ter zahodno od Urala. Hipotezo je postavila litovska arheologinja in antropologinja Marija Gimbutas. Hipoteza združuje kurgansko arheologijo z jezikoslovjem, da bi ugotovila izvor ljudstev, ki so govorila protoindoevropski jezik. Kulturo je po njenih značilnih grobiščih pogojno poimenovala "kurganska" in sledila njenemu širjenju v Evropo. Hipoteza je imela velik vpliv na indoevropske študije. 
Učenjaki, ki sledijo Gimbutasovi,  opredeljujejo "kurgansko kulturo" kot odraz zgodnje protoindoevropske etnične pripadnosti, ki je obstajala v stepah in v jugovzhodni Evropi od 5. tisočletja do 3. tisočletja pr. n. št. V kurganskih kulturah je bila večina pokopov, bodisi klanskih bodisi individualnih, prev v kurganih. Najvidnejši voditelji so bili pokopani v posameznih kurganih, danes imenovanih "kraljevi kurgani". Slednji so bolj dovršeni od klanskih in vsebujejo grobne pridatke.

### Skito-sibirski spomeniki
Spomeniki kurganskih kultur sovpadajo s spomeniki skito-sibirskega sveta (Saki). Skito-sibirski spomeniki imajo podobne značilnosti in včasih skupen izvor. S temi spektakularnimi grobišči so povezani tudi Paziriki, starodavno ljudstvo, ki je živelo v gorovju Altaj blizu tromeje Kitajske, Kazahstana in Mongolije. Arheološko najdišče na planoti Ukok, povezano s paziriško kulturo, je vključeno na Unescov seznam svetovne dediščine kot Zlate gore Altaja.
Med skito-sibirske spomenike spadajo tisti iz 8. do 3. stoletja pr. n. št.  To obdobje se imenuje tudi zgodnje ali starodavno obdobje nomadov. Hunski spomeniki so iz 3. stoletja pr. n. št. do 6. stoletja n.  št., turški pa od 6. do 13. stoletja n. št., se pravi do začetka mongolskega obdobja.